# Зіна Калай-Клайтман
Зіна Калай-Клайтман (івр. זינה קלאי - קלייטמן) — ізраїльський дипломат, Надзвичайний та Повноважний Посол Держави Ізраїль.

## Життєпис
Народилася в Кишиневі, Молдавська РСР, У сім'ї інженера та робітниці текстильної фабрики. Закінчила Єрусалимський єврейський університет за фахом «радянологія» (1974-1978).
З 1986 — працює в МЗС Держави Ізраїль.
З 1995 по 1998 — радник Посольства Ізраїля в Російській Федерації.
З 1998 по 2001 ― заступник директора Департаменту Євразії в Міністерстві закордонних справ Ізраїля. З 2001 по 2005 ― радник міністра-посланця в місії Ізраїля в ООН.
З 2005 по 2007 — працювала у Бюро з питань діаспори та міжрелігійних справ в ізраїльському МЗС.
З 7 травня 2007 до серпня 2011 року  — Надзвичайний і Повноважний Посол Ізраїлю в Україні.
У 2011 — 2013 роках —  радник міністра закордонних справ Ізраїлю з політичних питань.
З 2014 року — надзвичайний і повноважний Посол Ізраїлю у Хорватії.